# Lam Sơn (xã)
Lam Sơn là một thị trấn thuộc huyện Thọ Xuân, tỉnh Thanh Hóa, Việt Nam.

## Địa lý
Thị trấn Lam Sơn nằm ở phía tây huyện Thọ Xuân, có vị trí địa lý:
- Phía đông giáp xã Thọ Lâm
- Phía tây giáp xã Thọ Xương
- Phía nam giáp xã Thọ Xương
- Phía bắc giáp huyện Ngọc Lặc và xã Xuân Thiên.

Thị trấn Lam Sơn có diện tích 8,91 km², dân số năm 2018 là 10.890 người, mật độ dân số đạt 1.222 người/km².

## Hành chính
Thị trấn Lam Sơn được chia thành 10 khu phố: 1, 3, 4, 5, 6, Đoàn Kết, Giao Xá, Hào Lương, Lam Sơn, Phúc Lâm.

## Lịch sử
Thị trấn Lam Sơn được thành lập vào ngày 7 tháng 2 năm 1991 trên cơ sở tách một phần diện tích và dân số của các xã Thọ Lâm, Thọ Xương và Xuân Lam.
Ngày 20 tháng 6 năm 2018, Bộ Xây dựng ban hành Quyết định số 834/QĐ-BXD công nhận đô thị Lam Sơn – Sao Vàng (gồm các thị trấn Lam Sơn, Sao Vàng; các xã Thọ Xương, Xuân Bái, Xuân Lam và một phần các xã Thọ Lâm, Xuân Phú, Xuân Thắng) là đô thị loại IV.
Đến năm 2018, thị trấn Lam Sơn có diện tích 3,83 km², dân số là 7.634 người, mật độ dân số đạt 1.993 người/km², gồm 5 khu phố: 1, 3, 4, 5, 6 và 2 thôn: Đoàn Kết, Lam Sơn. Xã Xuân Lam có diện tích 5,08 km², dân số là 3.256 người, mật độ dân số đạt 641 người/km², gồm 3 thôn: Giao Xá, Hào Lương, Phúc Lâm.
Ngày 16 tháng 10 năm 2019, Ủy ban Thường vụ Quốc hội ban hành Nghị quyết số 786/NQ-UBTVQH14 về việc sắp xếp các đơn vị hành chính cấp xã thuộc tỉnh Thanh Hóa (nghị quyết có hiệu lực từ ngày 1 tháng 12 năm 2019). Theo đó, sáp nhập toàn bộ diện tích và dân số của xã Xuân Lam vào thị trấn Lam Sơn.

## Di tích
Thị trấn Lam Sơn có Khu di tích lịch sử Lam Kinh. Đây là một di tích lịch sử quốc gia cấp từ năm 1962 và được công nhận là di tích quốc gia đặc biệt năm 2013.Nhân vật tạo lập Lam Kinh là Lê Thái Tổ. Sau 10 năm lãnh đạo cuộc khởi nghĩa Lam Sơn (1418 - 1428) đánh đuổi giặc nhà Minh và lên ngôi hoàng đế đóng đô ở Đông Kinh (Thăng Long), vua Thái Tổ lấy niên hiệu là Thuận Thiên. Đồng thời nhà vua cho xây dựng ở quê hương đất tổ Lam Sơn một kinh thành gọi là Lam Kinh hay còn gọi là Tây Kinh.

## Giao thông
Thị trấn Lam Sơn nằm dọc theo đường Hồ Chí Minh theo hướng bắc - nam. Ngoài ra, trên địa bàn thị trấn còn có tuyến Quốc lộ 47 nối từ thành phố Sầm Sơn đến cửa khẩu Khẹo đi qua.
Có 02 tuyến xe buýt số 4 và 10 chạy từ thành phố Thanh Hóa đến thị trấn.

### Đường phố
Trên địa bàn thị trấn Lam Sơn có 10 đường và 6 phố:
| - Đường Lê Thái Tổ - Đường Phạm Thị Ngọc Trần - Đường Trịnh Thị Ngọc Lữ - Đường Lê Lai - Đường Nguyễn Trãi | - Đường Lê Thái Tông - Đường Lê Thánh Tông - Đường Lê Thạch - Đường Nguyễn Nhữ Lãm - Đường Lê Văn An | - Phố Lê Khôi - Phố Lê Ninh - Phố Lê Lý - Phố Lê Liễu - Phố Bùi Bị - Phố Lê Bồi |